# Mère Teresa
Pour les articles homonymes, voir Sainte Thérèse, Teresa et Apôtre de la Charité.
Anjezë Gonxhe Bojaxhiu ([aˈɲɛzə ˈɡɔnd͡ʒɛ bɔjaˈd͡ʒiu]), en religion Mère Teresa, canonisée par l'Église catholique comme sainte Teresa de Calcutta, est une religieuse catholique albanaise naturalisée indienne, missionnaire en Inde, prix Nobel de la paix en 1979. Née le 26 août 1910 à Üsküb (Empire ottoman) et morte le 5 septembre 1997 à Calcutta (Inde), elle est surtout connue pour son action personnelle caritative et la fondation d'une congrégation religieuse, les Missionnaires de la Charité qui l'accompagnent et suivent son exemple.
Elle est béatifiée le 19 octobre 2003 par le pape Jean-Paul II et canonisée le 4 septembre 2016 par le pape François.
D'abord membre des sœurs de Lorette, elle quitte cette communauté en 1949 pour « suivre son appel » puis fonder sa congrégation en 1950. Son œuvre auprès des plus démunis commence par l'éducation des enfants des rues et l'ouverture du mouroir de Kalighat à Calcutta. Pendant plus de 40 ans, elle consacre sa vie aux pauvres, aux malades, aux laissés pour compte et aux mourants, d'abord en Inde puis dans d'autres pays, et elle guide le développement des Missionnaires de la Charité. Au moment de sa mort, ceux-ci s'occupent de 610 missions, dans 123 pays, incluant des soupes populaires, des centres d'aide familiale, des orphelinats, des écoles, des hospices et des maisons d'accueil pour les personnes atteintes de maladies comme la lèpre, le sida ou la tuberculose.

## Biographie

### Enfance

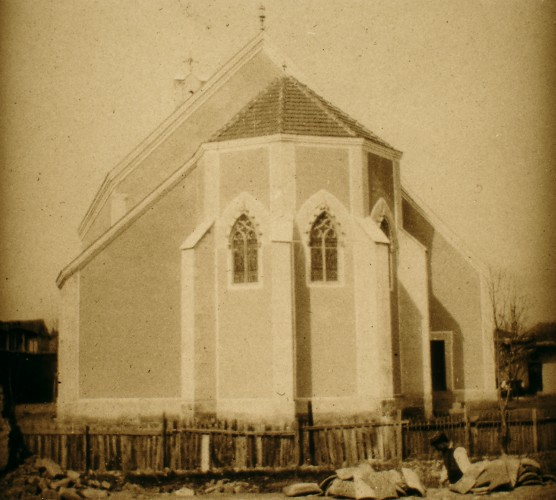
L'église de Shkup dans laquelle Mère Teresa a été baptisée.

Les parents d'Anjezë Gonxhe Bojaxhiu sont des commerçants bourgeois et chrétiens albanais. Sa famille est d'origine ethnique albanaise catholique. Son père Nikollë est à la tête de différentes entreprises du bâtiment et vend des produits pharmaceutiques. Ils ont deux enfants, une fille Age, et un fils Lazare quand Anjezë naît à Üsküb le 26 août 1910, dans le vilayet du Kosovo, une subdivision administrative de l'Empire ottoman.
Nikollë, son père, tient à ce que tous ses enfants aillent à l'école, garçons et filles, chose relativement rare dans un pays marqué par l'influence ottomane à cette époque. Les enfants aident aux travaux domestiques et reçoivent par leur mère une éducation religieuse.
Ses parents, catholiques pratiquants, aident souvent les pauvres de la ville, et Anjezë accompagne régulièrement sa mère dans la visite aux plus démunis, tant pauvres qu'alcooliques ou orphelins. Drâne, sa mère, conseille à ses enfants : « Quand vous faites du bien, faites-le comme une pierre que vous jetez à la mer ». De même, ils accueillent régulièrement des pauvres à leur table ; Anjezë est marquée par la recommandation de sa mère : « Ma fille n'accepte jamais une bouchée qui ne soit partagée avec d'autres ».
La région connaît des tensions ethniques et religieuses avec les guerres des Balkans (au cours desquelles la région est conquise par la Serbie) et la Première Guerre mondiale. En 1919, le père d'Anjezë est victime d'un malaise et meurt. Elle se retrouve alors sans père à 9 ans. Les entreprises familiales font faillite et Drâne ouvre un atelier de couture pour subvenir aux besoins de sa famille.
La mère éduque ses enfants dans la foi chrétienne ; les enfants participent activement à la vie de la paroisse tenue par des jésuites. La famille organise des veillées de prières et participe aux offices. Anjezë devient soprano de la chorale du village, joue au théâtre, apprend la mandoline. C'est dans cette ambiance de prière qu'Anjezë pense, à l'âge de 12 ans, à se consacrer à Dieu ; elle met six ans à être convaincue de cet appel. Elle aime la solitude et la lecture, mais sa santé est fragile et elle est victime de rhumes chroniques.
Un nouveau père jésuite, Franjo Jambrekovic, développe dans sa paroisse l'intérêt pour les missions, tant par des prières que des revues ou des conférences de missionnaires qui passent. À 17 ans, Anjezë demande à Jambrekovic comment discerner sa vocation. Le père jésuite répond que c'est « par la joie ». Après un pèlerinage au sanctuaire marial de Letnica, elle ressent le désir d'une vie consacrée.
Elle demande à sa mère l'autorisation d'entrer dans la congrégation des sœurs de Lorette. Sa mère accepte malgré l'opposition de son frère Lazare qui trouve que « c’est du gâchis ». Anjezë postule avec l'aide du père Franjo Jambrekovic et son départ est prévu pour le 25 septembre 1928.

### Religieuse chez les sœurs de Lorette

#### Postulat et noviciat
Elle quitte sa terre natale le 26 septembre 1928, à l'âge de 18 ans, et rejoint le couvent des sœurs de Lorette, à Rathfarnham près de Dublin en Irlande, communauté fondée au XVIIe siècle par Mary Ward,. En six semaines, elle apprend des bases d'anglais. Elle apprend aussi à discerner son appel à la vie missionnaire, peut-être à l'aide des Exercices spirituels d’Ignace de Loyola. Le 1er décembre 1928, elle part en Inde pour y faire son noviciat.
Elle arrive à Calcutta en 1929 ; elle y est très vite choquée par l'extrême pauvreté,, elle écrit ses impressions à un journal catholique de son village : « Si les gens de nos pays voyaient ces spectacles, ils cesseraient de se plaindre de leurs petits ennuis ». Elle se rend ensuite à Darjeeling, où elle fait son postulat et son noviciat.
Anjezë devient novice le 23 mai 1929 et porte l'habit religieux pour la première fois. Retirée du monde, elle reçoit une formation religieuse par la lecture des vies de saints, et prépare son diplôme d'enseignante. Le 25 mai 1931, elle prononce ses vœux temporaires et prend le nom de sœur Mary Teresa. Choisissant ce nom, elle veut se placer sous le patronage de Thérèse de Lisieux, religieuse carmélite française canonisée trois ans plus tôt en 1925, déclarée sainte patronne des missions, qui voulait vivre « tout par amour » et qui écrivait : « Ma vocation c'est l'amour »,.

#### Enseignante à Calcutta
Après avoir travaillé quelques mois dans un dispensaire au Bengale, où elle soigne des pauvres, sœur Mary Teresa enseigne à l'école de Loreto Entally à Calcutta, de 1931 à 1937,. Même si elle fait face à des classes de 300 élèves, sa pédagogie stricte et son service humble la rendent proche des enfants indiens qui l'appellent rapidement « Ma », ce qui signifie « Mère ».
Elle prononce des vœux définitifs en Inde le 24 mai 1937. Elle est nommée en 1944 directrice des études à Sainte-Marie, école réservée aux classes sociales supérieures de Calcutta. Elle consacre une partie de son temps aux bidonvilles où elle se rend pour consoler les démunis et les malades, et pour visiter ceux qui sont hospitalisés à Nibratan Sarkal. Elle écrit à sa mère, et annonce probablement avec fierté sa nomination en tant que directrice. Sa mère lui répond : « Ma chère enfant, n'oublie pas que si tu es partie dans un pays si lointain, c'est pour les pauvres »,.

#### Le train vers Darjeeling: l'appel dans l'appel
Le 10 septembre 1946, au cours d'un voyage en train de Calcutta à Darjeeling où a lieu la retraite annuelle de sa communauté, elle reçoit ce qu'elle appelle « l'appel dans l'appel »,. Pendant qu'elle essaye de dormir : « Soudain, j'entendis avec certitude la voix de Dieu. Le message était clair : je devais sortir du couvent et aider les pauvres en vivant avec eux. C'était un ordre, un devoir, une certitude. Je savais ce que je devais faire mais je ne savais comment ». Mère Teresa parle de cette journée comme étant le « jour de l'inspiration ». Elle ajoute que cette expérience est celle de l'amour de Dieu, qui veut aimer mais aussi être aimé. Elle exprime cette expérience beaucoup plus tard dans une lettre en 1993 revenant sur cette expérience du 10 septembre, en affirmant que Dieu a soif de nous : « Si vous devez retenir quelque chose de la lettre de Mère, retenez ceci : “J'ai soif” est bien plus profond que Jésus vous disant « Je vous aime ». Tant que vous ne savez pas au plus profond de vous que Jésus a soif de vous, vous ne pouvez pas savoir qui il veut être pour vous. Ou qui il veut que vous soyez pour lui ».
Elle ne parle à personne de cette expérience et médite en silence. De retour à Calcutta, elle écrit à son guide spirituel jésuite belge Céleste Van Exem, et lui dit son désir de tout quitter. Celui-ci lui recommande de prier et de garder le silence. Peu de temps après, il expose la situation à l'évêque de Calcutta Ferdinand Perier qui s'y oppose. Sœur Mary-Teresa n'est pas surprise de la réponse et mûrit son désir ; elle veut fonder un nouvel ordre religieux. Elle tombe gravement malade peu de temps après et est envoyée dans un sanatorium à Asansol, dans le même état du Bengale-Occidental, pour guérir d'un début de tuberculose. Pendant cette convalescence, elle prie et approfondit le message qu'elle a reçu ; elle dit découvrir alors que Dieu l'aime mais aussi qu'il veut être aimé.
Ce temps de repos est écourté du fait de la partition des Indes, depuis peu indépendante. Les sœurs rappellent sœur Mary Teresa pour répondre aux besoins d'aide. Sa détermination est toujours aussi grande ; aussi l'archevêque, finalement convaincu, demande-t-il au Saint-Siège la permission de pouvoir lui accorder l'exclaustration religieuse. Elle reçoit le 8 août 1948 la réponse du pape Pie XII, qui lui accorde la permission de vivre hors d'une communauté de son ordre pour un an.

### La fondatrice

#### Le début de la fondation
Sœur Mary Teresa, désormais Mère Teresa, prépare son départ après avoir reçu l'autorisation ; elle se confectionne un sari de coton blanc ourlé du bleu marial. Le 16 août 1948 elle quitte avec difficulté les sœurs de Lorette ; elle a cinq roupies en poche.
Elle se rend à Patna afin d'y recevoir une formation d'infirmière. Elle revient quatre mois plus tard et loge chez les Petites Sœurs des pauvres. À la demande de Ferdinand Perier, elle tient un journal intime dans lequel elle décrit ses réflexions : « L'extrême pauvreté vide progressivement l'homme de son humanité ».
Elle décide alors de donner des cours dans la rue aux enfants dès le 21 décembre 1948 ; dix jours plus tard, ils sont déjà plus de 50 enfants. Elle cherche à louer un local ; elle distribue des savons et en explique l'usage. Elle ouvre une école dans un autre bidonville de Tiljana. Elle tente de soigner les pauvres qu'elle rencontre. En décembre 1948, elle fait la connaissance de Jacqueline de Decker, une Belge qui veut vivre le même idéal qu'elle. Cette dernière a des problèmes de santé et décide de se soigner avant de revenir voir Mère Teresa. Elle repart en Belgique pour des soins tout en gardant des liens épistolaires avec Mère Teresa. Certains[Qui ?] critiquent la nouvelle vie de Mère Teresa, la trouvant inefficace et utopiste.
En janvier 1949, elle désire vivre au plus près des pauvres, et ne veut plus vivre avec l'aide des Petites Sœurs des pauvres ; elle cherche donc un nouveau lieu et, grâce à l'aide du père Van Exem, elle est accueillie au dernier étage d'une maison de Portugais. Sa vie s'organise entre les temps de prière, l'enseignement aux enfants et les soins aux mourants. Elle reçoit l'aide ponctuelle de laïcs et mendie dans des pharmacies les médicaments qu'elle ne peut payer.
Le 15 mars 1949, Mère Teresa reçoit la visite d'une de ses anciennes élèves, qui lui demande de pouvoir la suivre. Mère Teresa la renvoie en lui demandant de mûrir son choix. Quelques mois plus tard, cette jeune femme revient en sari et lui demande de l'accepter. Quelques jours après, elle est suivie par deux autres anciennes élèves. En août 1949, le délai de l'autorisation étant achevé, l'évêque prolonge l'exclaustration de Mère Teresa,.

#### Les sœurs missionnaires de la Charité
Très vite, plus de dix jeunes filles décident de suivre Mère Teresa. Elle oblige ses anciennes élèves à achever leurs études supérieures. Au printemps 1950, le Père Van Exem demande à Mère Teresa d'écrire la règle religieuse de sa future communauté religieuse. Elle écrit cette règle en une nuit et choisit le nom de Missionnaires de la Charité. Elle choisit ce nom de charité (agapé en grec ancien), « amour qui vient de Dieu », Mère Teresa voulant répandre l'amour qui vient de Dieu. Ferdinand Perier inaugure la nouvelle congrégation religieuse le 7 octobre 1950.
Les sœurs adoptent l'habit du sari comme habit religieux pour se fondre parmi les populations indiennes. Des parents de plusieurs religieuses d'une branche bengali des Sœurs de l'Immaculée Conception, ayant fait remarquer que le sari avec une bande bleue était également porté par les femmes pauvres qui balayaient les rues de Calcutta, la congrégation adopte officiellement le sari blanc bordé de trois bandes bleues en mai 1960. Le blanc et le bleu sont les couleurs mariales traditionnelles, le fond blanc étant symbole de pureté. Les trois bandes symbolisent les vœux de la communauté : pauvreté, obéissance, et pour la troisième bande, la plus large, chasteté et service des plus pauvres d'entre les pauvres,.

Missionnaires de la Charité avec leur sari blanc et bleu dans les rues
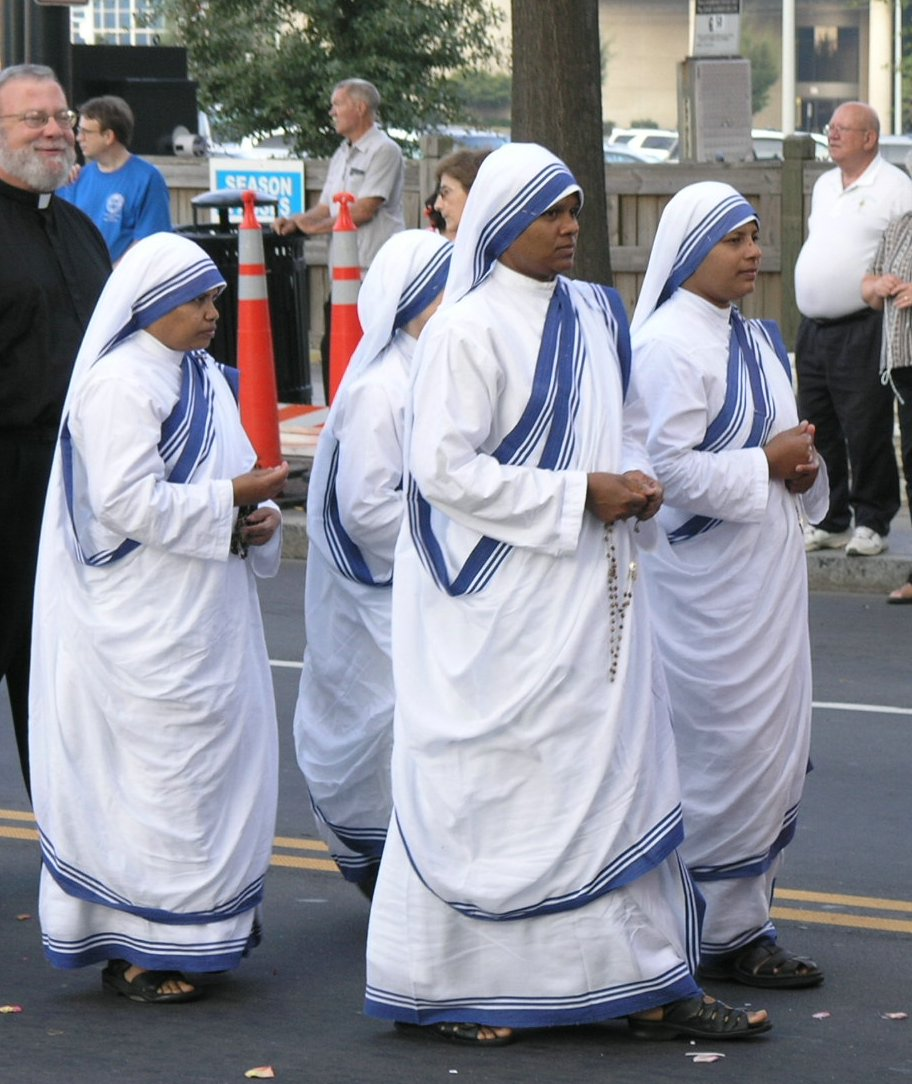
Sœurs en sari et sandales.
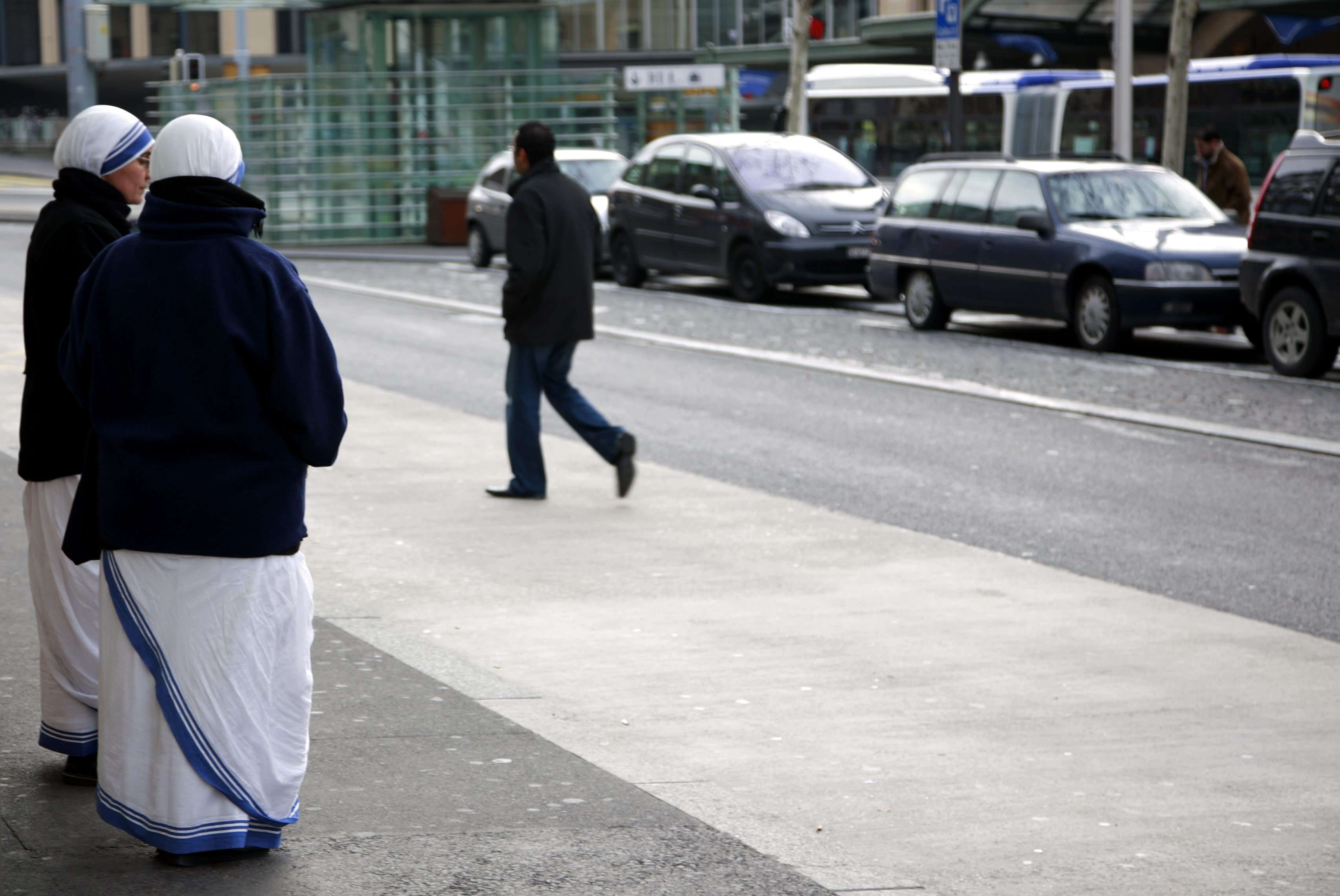
Les sœurs sont autorisées à se couvrir d'un cardigan dans les pays froids.
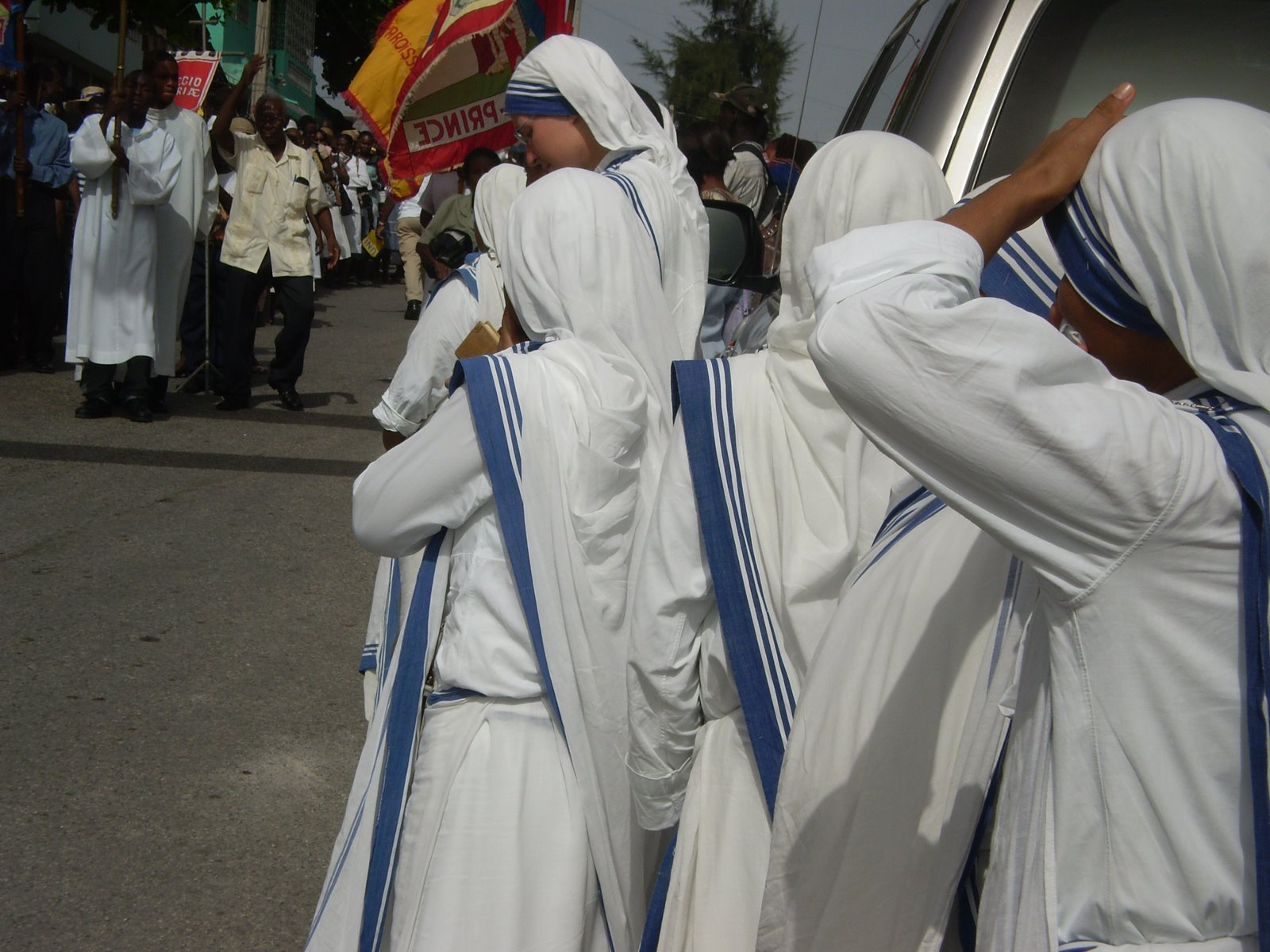

#### Naissance du mouroir de Kalighat
Après avoir vu un mourant, la religieuse l'emmène à l'hôpital, mais l'établissement refuse de le prendre en charge ;  l'agonisant meurt sans avoir été accueilli. Elle décide alors de s'occuper des mourants et demande un lieu à la mairie de Calcutta, qui lui offre un local à Kalighat, proche du temple dédié à la déesse hindoue Kali. Elle appelle la maison « Nirmal Hriday », « Maison au cœur pur - Foyer pour mourants abandonnés ». Les sœurs amènent les mourants les plus pauvres et abandonnés et les soignent avec des moyens rudimentaires.
Cependant, l'installation de religieuses catholiques près d'un temple hindou est vue d'un mauvais œil par les Hindous qui les accusent de prosélytisme. Une émeute éclate et les sœurs doivent leur survie à la protection de la police. Un des opposants, victime de la tuberculose, rejeté car intouchable, est recueilli quelques mois plus tard. Son opinion sur Mère Teresa change, il voit en elle un avatar de la déesse Kali, ce qui conduit à établir des relations de fraternité entre les Hindous et Mère Teresa.
Deux ans après la fondation, Mère Teresa achète une maison, vendue à un prix dérisoire par un musulman, pour y établir les sœurs. Elle exige des sœurs une pauvreté des lieux, qu'elle justifie : « Comment puis-je regarder les pauvres en face, comment puis-je leur dire « Je vous aime et je vous comprends » si je ne vis pas comme eux ? » De même, elle refuse l'aide économique du Vatican.
La vie est organisée avec des temps de prières le matin et le soir, et la journée au service des pauvres. Mère Teresa affirme que la « prière est la respiration de l'âme. Sans la force que nous recevons de la prière, notre vie serait impossible. » Elle explique le lien entre la prière et l'action des sœurs missionnaires de la Charité, voyant dans chaque pauvre la présence de Dieu : « Jésus veut rassasier sa propre faim de notre amour en se cachant derrière les traits de l'affamé, du lépreux, du mourant abandonné. C'est pourquoi nous ne sommes pas des assistantes sociales mais des contemplatives au cœur même du monde. Nos vies sont consacrées à l'eucharistie par le contact avec le Christ, caché sous les espèces du pain et du corps souffrant des pauvres ».

#### L'orphelinat de Nirmala Shishu Bavan
Un jour, Mère Teresa aperçoit un enfant abandonné en train d'être mangé par un chien dans la rue ; elle recueille l'enfant qui meurt quelque temps après. Elle crée alors un orphelinat. Le centre Nirmala Sishu Bavan ouvre ses portes le 24 novembre 1955 ; elle y recueille les enfants abandonnés et les propose à l'adoption,. Elle ouvre quelque temps après un centre spécialisé pour les enfants qui ne sont pas adoptés, du fait de la croyance au mauvais karma et de la marginalisation des intouchables.

#### Les coopérateurs souffrants
Dans le même temps, Mère Teresa apprend que son amie Jacqueline de Decker qui devait la rejoindre ne le pourra pas, à cause d'opérations graves au dos. Mère Teresa lui demande alors de devenir sa sœur spirituelle, lui demandant de partager « nos mérites, nos prières et notre travail par vos souffrances et vos prières ». Elle croit que par la souffrance unie à Dieu, celle-ci peut acquérir une valeur positive. Jacqueline de Decker devient la première des coopérateurs souffrants, ensemble de personnes malades qui s’unissent dans la prière aux missionnaires de la Charité.

#### Les lépreux
Entre 1948 et 1957, Mère Teresa et les premières sœurs s'occupent des lépreux qu'elles rencontrent, mais sans que ce soit pour autant une priorité. C'est en 1957 qu'elle reçoit cinq personnes qui ont perdu leur emploi à cause de la lèpre, du fait de la croyance au mauvais karma, qui conduit à exclure les lépreux de la société.
Mère Teresa cherche alors à ouvrir un centre pour les lépreux, mais les sœurs sont accueillies par des jets de pierre. Elle envoie donc des ambulances pour soigner les lépreux. Ce moyen ambulant permet ainsi de soigner les lépreux en les rejoignant. Elle soutient ensuite la journée mondiale contre la lèpre de Raoul Follereau.

### Développement planétaire

#### Besoins et extension des missionnaires de la Charité
Devant les difficultés financières, le père Van Exem publie une annonce dans un journal afin de demander des soutiens. Le Premier ministre du Bengale, le Dr Bidhan Chandra Roy accorde alors une aide financière, et rencontre Mère Teresa avec qui il noue une amitié profonde.
De même, les premiers laïcs, dont Ann Blaikie, rencontrent Mère Teresa et veulent aider en offrant des cadeaux pour les enfants à Noël. Elle, qui ne veut exclure aucun enfant, leur demande d'offrir aussi des cadeaux pour les fêtes musulmanes ou hindoues. Ces laïcs de plus en plus nombreux deviennent les coopérateurs actifs de l'ordre en 1960.
Mère Teresa est invitée à la BBC pour témoigner et demander de l'aide. De nombreuses personnes répondent, mais elle ne se satisfait pas de la seule aide financière : elle demande aux coopérateurs d'aider là où ils sont, en se consacrant à leur entourage, et aussi en répétant la Prière de saint François d'Assise.
L'année 1959 marque ce que Mère Teresa appelle le « troisième pas de ma vie ». Dix ans après sa fondation, sa congrégation peut se développer en dehors des limites de son diocèse de Calcutta.
Mère Teresa s'implante à Ranchi, puis à New Delhi en présence du Premier ministre de l'Inde Nehru. L'année suivante, elle fonde des missions à Jansi, Agâ, Asansal et Bombay où elle s'offusque publiquement de l'extrême pauvreté qui y règne. Cette critique déclenche une campagne de presse à Bombay contre la religieuse. Mais en 1962, elle reçoit la première décoration Padma Shri des mains du président indien pour son œuvre.
En 1963, elle s'oppose en vain à la destruction d'un hôpital pour lépreux à Calcutta. Elle crée en 1963 une cité pour lépreux, la Cité de la paix à Asansol. Les travaux de la cité commencent dès 1964. Le pape Paul VI, en visite en 1965 en Inde, offre sa limousine à Mère Teresa, qui la met aux enchères afin de pouvoir financer la construction de sa cité.
En mars 1963, les premiers hommes fondent les frères missionnaires de la charité, Mère Teresa rencontre le père jésuite Andrew Travers-Ball et lui propose de diriger la nouvelle congrégation, ce qu'il accepte. Il écrit les constitutions de l’ordre avec Mère Teresa, et reçoit en 1967 l’approbation de Rome, malgré des différences de conceptions, tant sur l’habit que sur la conduite religieuse différente des sœurs. La religieuse préfère se soumettre à la conception du père Andrew. Tous les frères suivent une formation spirituelle intensive de neuf mois à Calcutta, puis trente jours de retraite ignacienne.

#### Extension internationale
Dès 1965, les missionnaires de la Charité s’implantent en Amérique latine à la demande du pape Paul VI. L'intégration est assez difficile dans ces pays pour à la fois respecter le clergé local et obéir au pape. Mère Teresa refuse cependant tout engagement politique des sœurs, choisissant d'aller dans tous les pays, même dans les dictatures comme Haïti, les Philippines de Ferdinand Marcos ou le Yémen musulman, ce qui lui est très vivement reproché.
En 1968, à la demande de Paul VI, elle ouvre une maison à Rome, et découvre alors la grande pauvreté qui existe aussi dans le monde occidental. Dans le même temps, les sœurs œuvrent au Bangladesh, pays dévasté à cette époque par la guerre d'indépendance ; de nombreuses femmes sont victimes d'exactions, violées par les soldats. L'œuvre s'étend peu à peu partout où sévit la pauvreté, même dans des régions et des pays peu favorables aux chrétiens, et jusque-là interdits à tout missionnaire. Au Yémen par exemple, pays à majorité musulmane où l'influence chrétienne est faible, Mère Teresa, invitée par le Premier ministre en 1973, ouvre des cours de couture à al-Hodeïda et s'occupe également des lépreux qui vivent retirés dans les grottes du désert yéménite. On la surnomme Mère sans frontière.

#### Figure planétaire

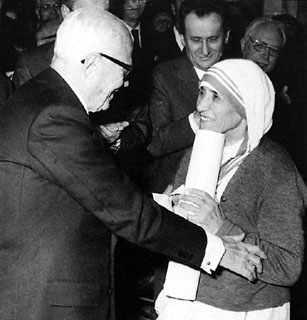
Sandro Pertini et Mère Teresa en 1978.

Mère Teresa recevant la médaille présidentielle de la Liberté du président Ronald Reagan en 1985.

En 1969, les missionnaires de la Charité sont reconnues de droit pontifical. En 1971, Mère Teresa reçoit le prix Jean XXIII du pape Paul VI, ce qui marque le début de la reconnaissance internationale de son œuvre. Elle fonde ensuite une maison à New York ainsi qu'un noviciat à Londres.
En 1976, elle fonde l'ordre des sœurs contemplatives, les sœurs du Verbe qui consacrent leurs temps à la prière pour les pauvres ; elle en fonde la première maison à New York.
En 1978, elle reçoit le prix Balzan pour l'humanité, la paix et la fraternité entre les peuples, « pour l’abnégation exceptionnelle avec laquelle elle s’est dévouée toute sa vie, en Inde et dans d’autres pays du tiers-monde, afin de secourir les innombrables victimes de la faim, de la misère et des maladies, les laissés pour compte et les mourants, transformant sans relâche en action son amour pour l’humanité souffrante ». En plus de ses nombreuses médailles, Mère Teresa est docteur honoris causa de plusieurs universités.
Le 17 octobre 1979, elle reçoit le prix Nobel de la paix qu'elle accepte « au nom des pauvres ». La petite religieuse ne trahit pas ses convictions lors de son discours, en dénonçant l'avortement : « De nos jours, nous tuons des millions d'enfants à naître, et nous ne disons rien. Prions tous pour avoir le courage de défendre l'enfant à naître et pour donner à l'enfant la possibilité d'aimer et d'être aimé. »

#### Pauvreté de l'Occident
À partir de ce moment, sa vie devient fortement médiatisée. Elle critique le matérialisme et l'égoïsme des sociétés occidentales, elle élargit son discours sur la pauvreté et parle de la faim spirituelle : « L'amour naît et vit dans le foyer. L'absence de cet amour dans les familles crée la souffrance et le malheur du monde aujourd'hui. Nous avons tous l'air pressé. Nous courons comme des fous après les progrès matériels ou les richesses. Nous n'avons plus le temps de bien vivre les uns avec les autres : les enfants n’ont plus de temps pour les parents, ni les parents pour les enfants, ni pour eux-mêmes. Si bien que c'est de la famille elle-même que provient la rupture de la paix du monde ».
Mère Teresa refuse toute logique d'organisation ou d'affaires de l'œuvre : elle veut que les missionnaires de la charité vivent de la providence, c’est-à-dire des dons, mais sans trop accumuler. Elle refuse donc en juillet 1981 des dons d'argent trop nombreux ; la presse critique Mère Teresa qui aurait trop d'argent au point d'en refuser. De même, elle refuse les associations qui ne la soutiennent que financièrement, affirmant qu'elle ne veut pas d'amis mais des coopérateurs : « C’est un capital d’Amour qu’il faut réunir. Un sourire, une visite à une personne âgée. Les vrais coopérateurs du Christ sont les porteurs de sa charité. L'argent vient si on recherche le royaume de Dieu. Alors tout le reste est donné ».
En 1982, sur une des hauteurs du siège de Beyrouth, Mère Teresa sauve 37 enfants hospitalisés pris au piège dans une ligne de front entre l'armée israélienne et la guérilla palestinienne. Elle provoque un cessez-le-feu, et accompagnée par la Croix-Rouge, elle traverse la zone de tir jusqu'à l'hôpital dévasté pour évacuer les jeunes patients.

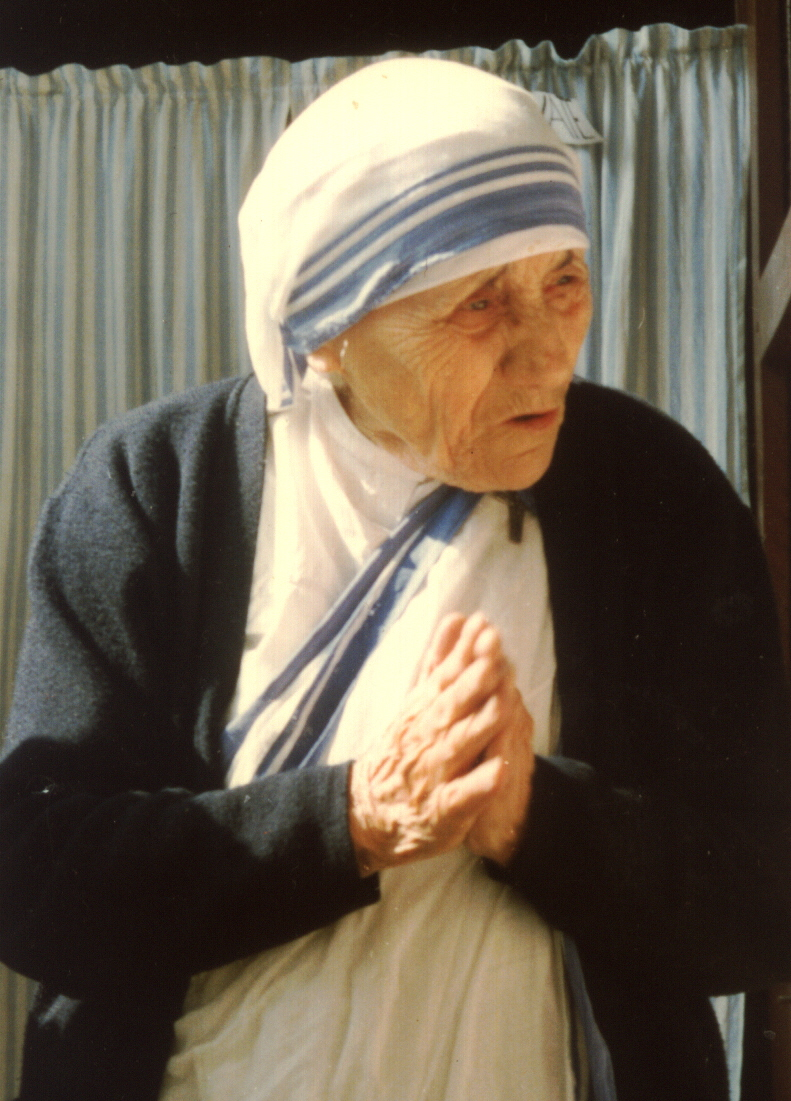
Mère Teresa en 1988.

En 1984, elle fonde les « pères missionnaires de la Charité » avec le père Joseph Langford. Le 11 décembre de la même année, elle vient assister les victimes de la catastrophe de Bhopal, quelques jours après le désastre. En 1985, elle reçoit de Ronald Reagan la plus haute distinction américaine. La même année, elle crée à New York le premier foyer pour les victimes du sida, qui vient de faire son apparition,.

### Problèmes de santé et mort

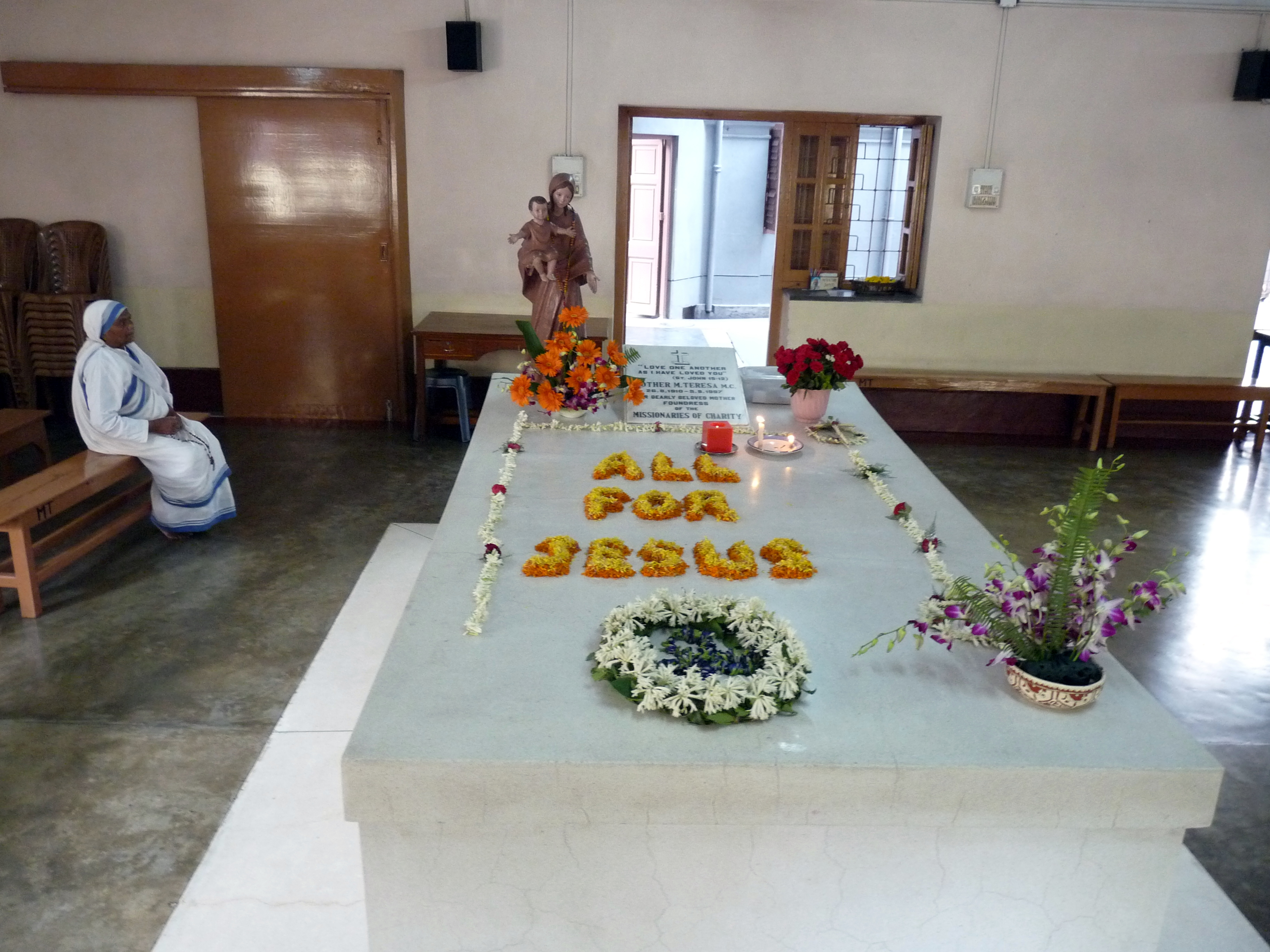
Tombe de Mère Teresa dans la Maison-mère de Calcutta.

En cette même année 1989, la religieuse est victime d'un arrêt cardiaque, et elle démissionne de la charge de supérieure des Missionnaires de la Charité. Elle est cependant réélue en 1990. Elle continue ses voyages malgré sa santé fragile, et fonde une maison en Albanie, pays de ses origines. En décembre 1991, elle est victime d'une pneumonie et est soignée dans une clinique californienne. Elle est à nouveau hospitalisée à Rome en 1992 et à Dehli en 1993, et subit à Calcutta en 1996 sa troisième angioplastie en cinq ans.
Mère Teresa a une tumeur à l'estomac. En juillet 1997, elle rentre à Calcutta. Elle y meurt le 5 septembre 1997, à la maison mère des Missionnaires de la Charité, à l'âge de 87 ans. Le gouvernement indien déclare un jour de deuil et, en rupture avec la tradition, lui organise des funérailles nationales le 13 septembre dans le stade couvert de Netaji.

## Spiritualité

### «J'ai soif»
Mère Teresa est très marquée par l'expérience du 10 septembre 1946, et bien qu'elle soit discrète pendant des années sur cette expérience, elle met les paroles de Jésus sur la  croix : « J'ai soif » dans toutes les chapelles des missionnaires de la Charité.
Quand elle explique son expérience du 10 septembre 1946, elle affirme avoir expérimenté la « soif de Dieu » comme étant les « profondeurs du désir divin infini d'aimer et d'être aimé ». Elle conçoit alors sa vocation comme répondre à cette soif de Dieu, aimant les pauvres dans lesquels elle voit Dieu : « Pour moi, ils sont tous le Christ - Le Christ dans un déguisement désolant. »
Elle explicite cette « soif de Jésus » lors de la lettre dite de « Varanasi » écrite aux Missionnaires de la Charité, le 25 mars 1993, dans laquelle elle affirme « Si vous devez retenir quelque chose de la lettre de Mère, retenez ceci : « J'ai soif » est bien plus profond que Jésus vous disant « Je vous aime ». Tant que vous ne savez pas au plus profond de vous que Jésus a soif de vous, vous ne pouvez pas savoir qui il veut être pour vous. Ou qui il veut que vous soyez pour lui. » Mère Teresa poursuit « Jésus a soif, même maintenant, dans votre cœur et dans les pauvres, il connaît votre faiblesse. Il veut seulement votre amour, il veut seulement la chance de vous aimer. »(Et vous ne pouvez rien sans lui)

### Prière et service des pauvres
Alors que Mère Teresa embrasse pleinement sa vocation missionnaire, elle insiste tout autant sur la nécessité d'une vie contemplative de prière. Ainsi, malgré la surcharge de travail, elle insiste pour que chacune des Missionnaires de la Charité puisse participer à l'Eucharistie et passer une heure devant le Saint Sacrement chaque jour, à partir du chapitre général de sa congrégation en 1973. Pour elle, la prière n'est pas du temps pris sur le service des pauvres, mais bien une partie essentielle de celui-ci : « plus nous recevons dans la prière silencieuse, plus nous pouvons donner. » Le pape Benoît XVI a mis en avant la vie de la religieuse comme un exemple de cette articulation de la prière et de la charité au cœur de son encyclique Deus Caritas est :

« La bienheureuse Teresa de Calcutta est un exemple particulièrement manifeste que le temps consacré à Dieu dans la prière non seulement ne nuit pas à l’efficacité ni à l’activité de l’amour envers le prochain, mais en est en réalité la source inépuisable. »

— Benoît XVI, Deus caritas est.

### Misère et souffrance
Bien que souvent accusée de mythifier la pauvreté et de prêcher un plaisir de la souffrance,, Mère Teresa fait une distinction entre la pauvreté librement choisie des religieux, qui est un signe, et la misère imposée, qui est le résultat de la pauvreté. Pour elle, « c'est le résultat de notre refus de partager. Dieu n'a pas créé la pauvreté, il nous a seulement créés, nous ».
De même, elle distingue, d'une part les souffrances imposées par la maladie et la misère, souffrances des personnes recueillies avec lesquelles les missionnaires de la Charité partagent l'Amour et la Compassion de Dieu : « Dieu aime encore le monde et Il nous envoie vous et moi pour être Son amour et Sa compassion auprès des pauvres » , et d'autre part, elle insiste sur l'exigence de l'amour vrai, un amour qui va jusqu'au bout du don de soi : « Comme Dieu aimait le monde, Il a donné son Fils ; Jésus aimait le monde, Il a donné sa vie et il a dit “Aimez-vous les uns les autres comme je vous ai aimés.”, donc si nous nous aimons vraiment les uns les autres, nous devons nous aimer jusqu'à en souffrir… Parce que l'amour vrai fait souffrir. »
Mais quelle que soit l'origine de la souffrance, elle rappelait à chacun qu'il n'était pas seul dans ses souffrances mais en union avec Jésus crucifié : « un signe que vous êtes si près de Jésus qu'il peut vous embrasser. »
Désireuse de partager sa conviction que Dieu est amour, et consciente que les sermons ne suffisent pas à en convaincre ceux qui sont dans la misère, elle insiste que l'amour est exigeant. « Un amour vrai doit faire mal », selon elle, car il est à l'image de l'amour de Dieu, s'il est vrai que Dieu lui-même a souffert en aimant les hommes, car il a dû laisser son Fils, Jésus Christ, mourir sur une croix. En ce sens, la souffrance devient, pour elle, une expression de l'Amour de Dieu.

« Ne traitons-nous pas quelquefois les pauvres comme des poubelles où nous jetons tout ce que nous ne mangeons pas ou dont nous n'avons plus besoin? »

— Mère Teresa, Discours à l'occasion de la remise du Prix Templeton
.

### Nuit de la foi
Dans le silence, Mère Teresa vit pendant 50 ans une « nuit de la foi ». Largement commentée dans les milieux chrétiens à l'époque de sa béatification, cette épreuve apparaît avec une précision jusque-là inédite avec la publication de Mother Teresa : Come Be My Light (Mère Teresa : Viens, sois ma lumière), un ouvrage compilant des lettres rédigées au cours des soixante dernières années de sa vie.
Dans la quarantaine de lettres qui évoquent son sentiment d'être abandonnée de Dieu, l'une écrite en 1962 affiche clairement ces doutes : « Si un jour je deviens une sainte, je serai sûrement celle des ténèbres ». La future « Sainte des ténèbres » confie en 1979 à son confesseur le Père Michael Van Der Peet : « Pour moi, le silence et le vide sont si importants que je regarde et ne vois pas, que j'écoute et n'entends pas ». À la lecture de ses lettres, les tourments permanents de Mère Teresa sont révélés dans toute leur ampleur. Sa tranquillité se comprend mieux à la lumière de ses enseignements : « Dieu aime celui qui donne avec joie et Il prend tout contre, la religieuse qu'Il aime ». En compilant ces lettres et en éditant ce livre, conformément aux engagements de la communauté mais contre la volonté de la religieuse qui avait demandé la destruction de sa correspondance (l'autorité ecclésiastique s'y étant opposée, sans doute en prévision du procès en canonisation), le père Brian Kolodiejchuk finit par connaître ce secret alors connu seulement de quelques personnes dont son évêque et ses conseillers spirituels.

## Postérité

### Héritage

#### Reconnaissance
Mère Teresa devient en quelques décennies l'une des personnes les plus connues de la planète et une légende vivante. Son nom devient synonyme d'amour inconditionnel, de don de soi et de dévouement. Elle se désintéresse des honneurs, se rappelle rarement les prix reçus, ou vend les médailles afin de financer son œuvre ; cela accentue son image de désintéressement, même si elle dit accepter les prix « en faveur des démunis ».
Tout au long de sa vie, les reconnaissances pleuvent : elle reçoit sa première distinction indienne, la médaille de Padma Shri, dès 1962. Elle en recevra beaucoup d'autres, dont le Prix Jawaharlal Nehru pour le dialogue international en 1972. Le jury explique son choix en affirmant : « On ne peut que rarement voir un sacrifice aussi désintéressé et infatigable que celui de Mère Teresa en faveur des membres les plus faibles de la société humaine. Ce service altruiste, fait sans aucune distinction de nationalité, de caste ou de religion et sans aucune attente de reconnaissance publique, est un merveilleux exemple de la façon dont une œuvre silencieuse et efficace, un travail, un dévouement, peuvent contribuer à la promotion de l’amitié et à la compréhension entre les peuples ».
Lors d'une visite à Londres en 1968, elle rencontre Malcolm Muggeridge, un journaliste militant anti-avortement de la BBC, qui lui aurait alors fait découvrir le pouvoir des médias de masse. Sa notoriété internationale grandit avec le documentaire Something Beautiful for God de Muggeridge, diffusé en 1969 sur la BBC, et son livre publié en 1971. Elle reçoit du pape Paul VI, en 1971, le Prix Jean XXIII pour la Paix, puis le Prix Pacem in Terris en 1976, ainsi que de nombreux titres dont le prix Nobel de la paix en 1979. Lors de l'attribution du prix Nobel de la paix, de nombreux journaux la décrivent comme une sainte vivante.
Son rayonnement dépasse tous les clivages religieux et culturels. Ainsi, les musulmans bengalis l'appellent la Zinda Pir, ou Sainte Vivante en langue ourdou, ; le Dalaï-Lama affirme « C'est un être pour qui j'ai le respect le plus profond. Dès l'abord, j'ai été frappé par l'absolue humilité de son comportement. Du point de vue bouddhiste, elle pourrait être considérée comme un bodhisattva ».
L'Église catholique reconnaît dans un temps record l'héroïcité de ses vertus, et elle est béatifiée en octobre 2003 par Jean-Paul II et canonisée le 4 septembre 2016 par le pape François.
| Année | Honneur                                            | Pays        |
| 1962  | Padma Shri                                         | Inde        |
| 1962  | Ordre du Lotus                                     | Inde        |
| 1962  | Prix Ramon Magsaysay                               | Philippines |
| 1970  | Good Samaritan Award                               | États-Unis  |
| 1970  | Prix Jean XXIII                                    | Italie      |
| 1970  | Prix Templeton                                     | Angleterre  |
| 1978  | Prix Balzan                                        | Italie      |
| 1979  | Prix Nobel de la paix                              | Norvège     |
| 1980  | Bhârat Ratna                                       | Inde        |
| 1981  | Légion d'honneur haïtienne                         | Haïti       |
| 1985  | Médaille présidentielle de la Liberté              | États-Unis  |
| 1996  | Nommée citoyen d'honneur des États-Unis d'Amérique | États-Unis  |
| 2003  | Béatification par Jean-Paul II                     | Vatican     |
| 2016  | Canonisation par Francois                          | Vatican     |

#### Dévotion

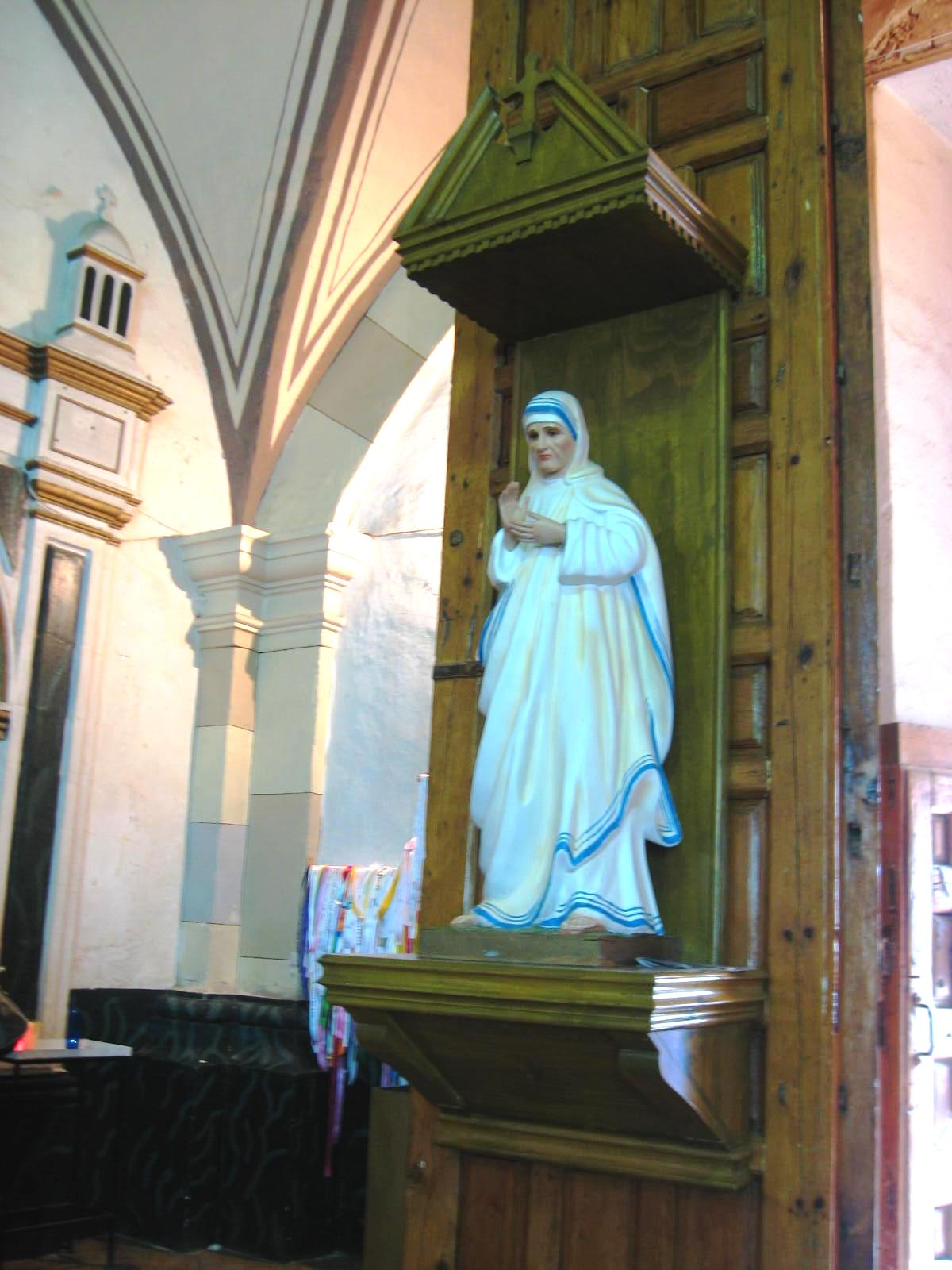
Statue de Mère Teresa dans l'église Notre-Dame du Rosaire, dans l'État d'Hidalgo au Mexique.

La vie de Mère Teresa et sa rapide béatification font d'elle une figure de vénération pour les chrétiens qui souhaitent imiter son modèle de charité chrétienne envers les plus démunis. Les prières écrites par la religieuse, comme son Chemin si simple qu'elle imprimait et distribuait aux gens qu'elle rencontrait, se répandent ; des statues à son effigie apparaissent dans des églises.
Elle a aussi favorisé l'émergence de nouvelles communautés chrétiennes. Ainsi, après une douzaine de séjours à Calcutta, Nicolas Buttet fonde la communauté Eucharistein en Suisse, dont la spiritualité est fortement inspirée par Mère Teresa pour ce qui concerne l'accueil des personnes blessées et la vie eucharistique, notamment le lien entre le service du pauvre et l'adoration du Saint Sacrement.
Une célébration du centenaire de la naissance de Mère Teresa se tient à Calcutta. Parmi les personnalités venues lui rendre hommage, le 17e Karmapa, un éminent lama tibétain, inaugura une exposition photographique.

### Processus de canonisation

#### Béatification
L'Église catholique reconnaît un miracle à Mère Teresa. Il s'agit d'une « guérison » qui aurait été constatée par des médecins d'une Indienne, Monika Besra, atteinte selon elle d'une tumeur à l'estomac. Cette guérison aurait été constatée le 5 septembre 1998, jour du premier anniversaire du décès de la fondatrice des Missionnaires de la charité. Mais les médecins ayant soigné la Bangladaise contestent son témoignage douteux, considérant qu'elle était atteinte uniquement d'un kyste tuberculeux qui s'est résorbé par son traitement médicamenteux,. De plus, Christopher Hitchens fait remarquer que le pape Jean-Paul II fait accélérer les procédures de béatification en supprimant en 1983 l'office de l'avocat du diable, remplacé par celui du « promoteur de la foi ».
La célébration solennelle de la béatification de Mère Teresa a lieu le 19 octobre 2003 sur la place Saint-Pierre, à Rome. Cette date est choisie parce que c'est le dimanche le plus proche du vingt-cinquième anniversaire de l'élection du pape Jean-Paul II, et aussi parce qu'elle est proche de la fin de l'année du rosaire (le 31 octobre 2003).

#### Canonisation

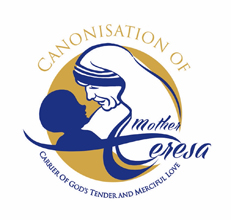
Logo de la canonisation de Mère Teresa.

Sa canonisation , qui la proclamerait sainte, requiert la reconnaissance d'un deuxième miracle attribuable à la religieuse, car l'on considère que l'examen de la personnalité a déjà été fait dans le cadre du procès en béatification. La question s'est posée de savoir si les récentes mises au jour de lettres décrivant la « nuit de la foi » traversée par Mère Teresa ralentiraient le processus de sa canonisation. Dans un document officiel, le Vatican a affirmé que les doutes et la souffrance mis en lumière par les écrits de la religieuse sont perçus comme un élément enrichissant sa personnalité mais sa déréliction spirituelle et ses considérations imprégnées de relativisme religieux conduisent le cardinal Pietro Palazzini, préfet de la Congrégation pour la cause des saints, à exprimer ses réticences, jusqu'à sa mort en 2000. Cette Congrégation reconnaît finalement que les termes employés par la religieuse pour décrire sa souffrance « sont particulièrement forts, et peuvent donc choquer », mais elle rappelle aussi que cette « nuit de la foi » est une expérience souvent vécue dans la vie spirituelle.
Le 17 décembre 2015, le pape François promulgue un décret de la Congrégation pour la cause des saints reconnaissant un miracle par l'intercession de Mère Teresa.
Le 15 mars 2016, le pape François signe le décret de canonisation de Mère Teresa à l'issue d'un consistoire chargé d'examiner la cause de canonisation. Le premier ministre indien Narendra Modi fait pour la première fois l'éloge de la future canonisée et annonce le 28 août 2016 qu'une délégation gouvernementale indienne se rendra à Rome pour la cérémonie qui a eu lieu le 4 septembre 2016 sur la place Saint-Pierre. À cette occasion, de nombreuses manifestations sont organisées en divers endroits notamment en Macédoine, Albanie, Italie, Inde ou en France. Au cours de l'homélie, le pape encourage les fidèles à continuer de l'appeler « Mère Teresa » et non « sainte Teresa » comme l'usage le voudrait. Un reliquaire en forme de croix et contenant comme relique de Mère Teresa son sang, est présenté à la vénération des fidèles lors de cette messe. Prabir Ghosh, secrétaire général l'Association indienne de pensée rationaliste et scientifique, estime que « les miracles attribués à Mère Teresa pour sa canonisation sont complètement fictifs [...] Les Missionnaires de la charité ont truqué les faits »
Le logo de la canonisation a été créé par Karen Vaswani née D'Lima, catholique de Bombay.

### Reconnaissance dans la culture

#### Lieux dédiés à Mère Teresa

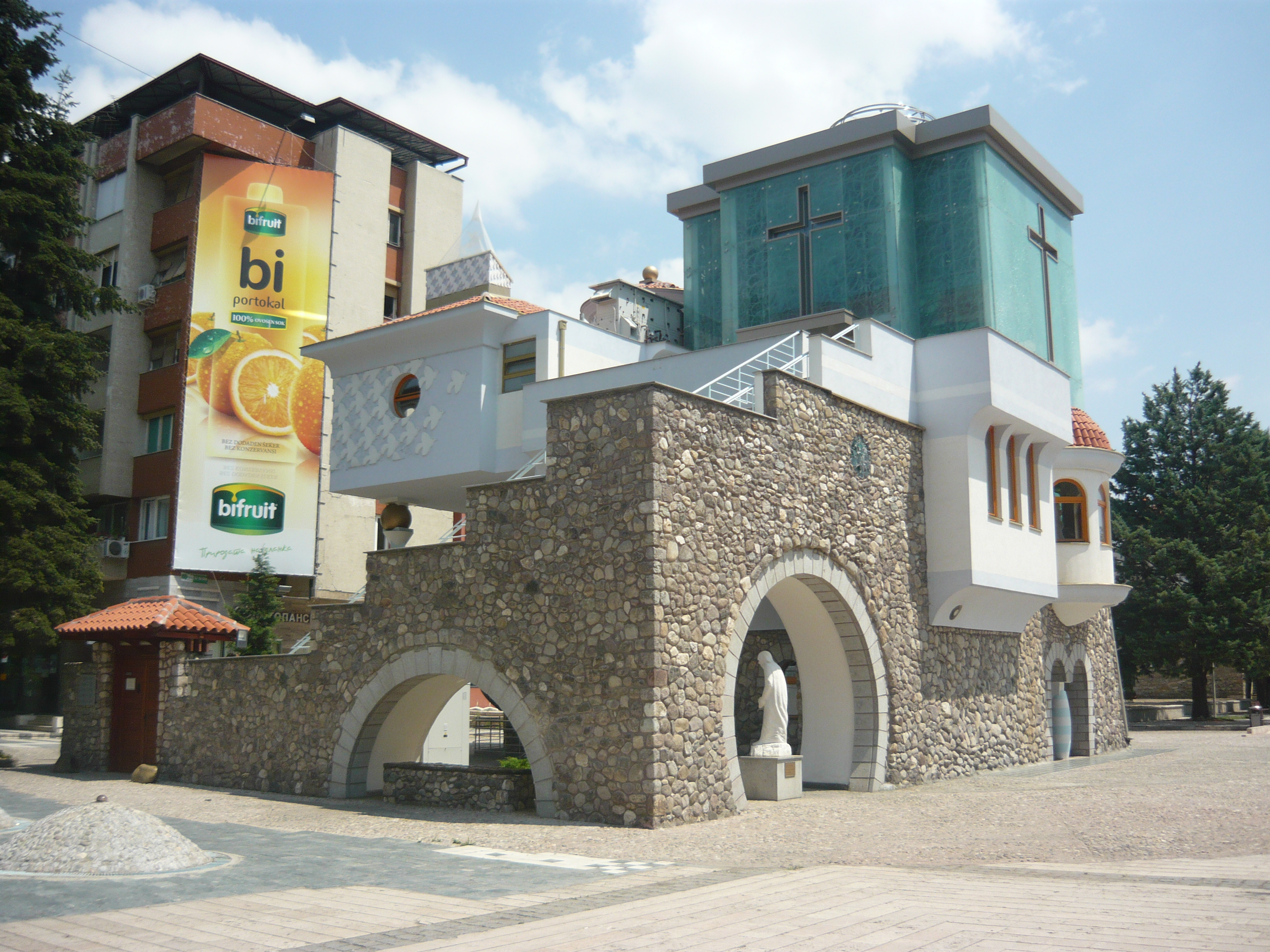
La Maison-mémorial Mère Teresa à Skopje, Macédoine.

Elle fait l'objet d'une commémoration spéciale dans sa terre natale des Balkans. Une maison-mémorial est dédiée à sa mémoire dans le centre de Skopje, en Macédoine ; elle contient de nombreuses reliques de la religieuse, ainsi qu'une reconstitution de sa maison d'enfance. Mère Teresa a donné son nom à l'aéroport international de Tirana en 2001, ainsi qu'au plus grand hôpital civil et à la deuxième place de la ville. En Albanie, Mère Teresa a même son jour férié, Dita e Nënë Terezës, le 19 octobre. Au Kosovo, pays voisin, la rue principale de la capitale, Pristina, a été nommée Rue Mère Teresa (Rruga Nëna Terezë), et on trouve aujourd'hui à Pristina la cathédrale Sainte-Mère-Teresa.

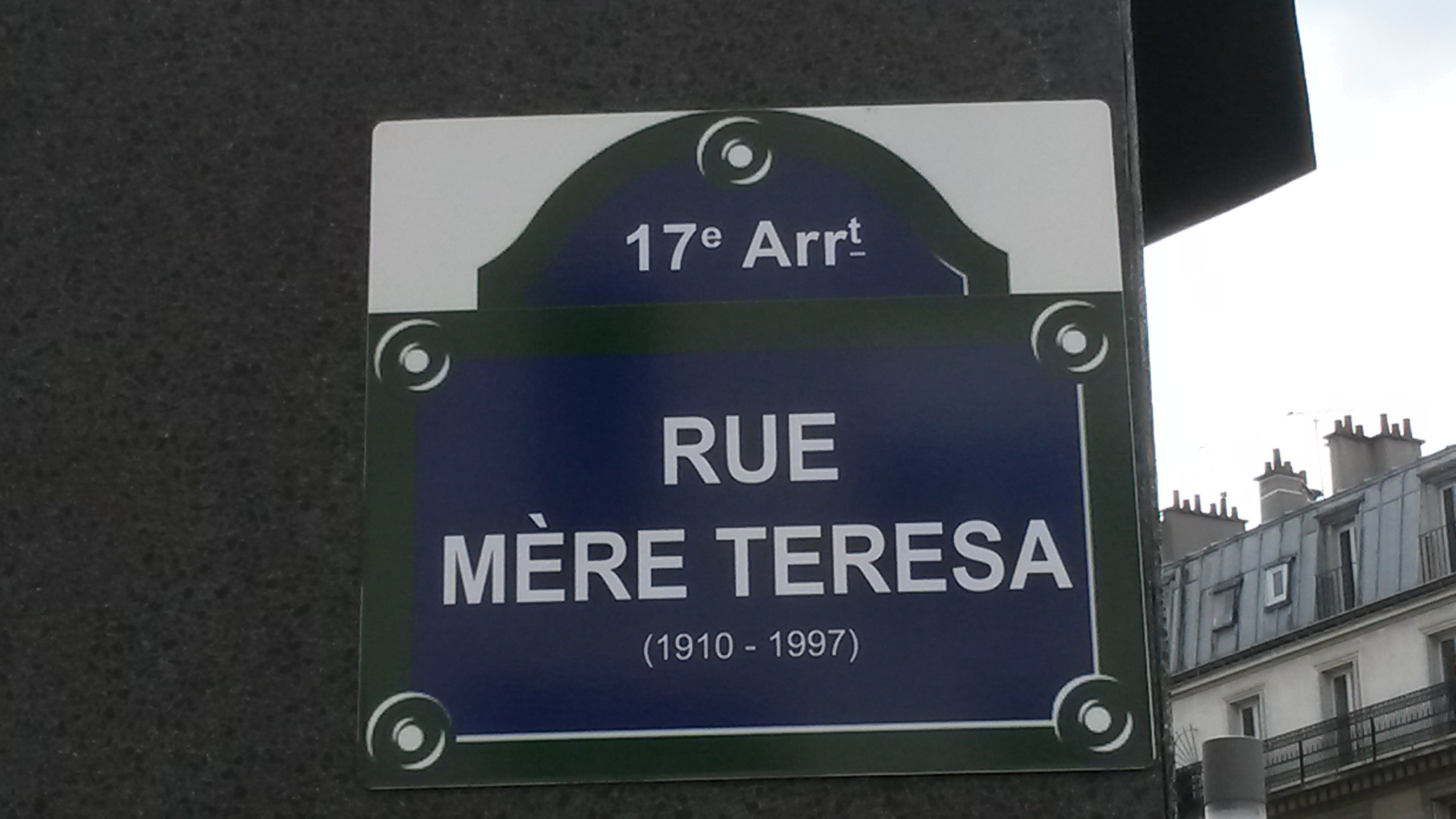
Plaque de rue de la rue Mère-Teresa (de Paris).

Dans de nombreux pays, Mère Teresa a prêté son nom à une grande variété de lieux. Ainsi, elle a donné son nom à une rue du Bronx, à New York, dans un quartier à majorité albanaise. Mère Teresa est aussi devenue la patronne de nombreuses institutions éducatives, et lieux de cultes,.

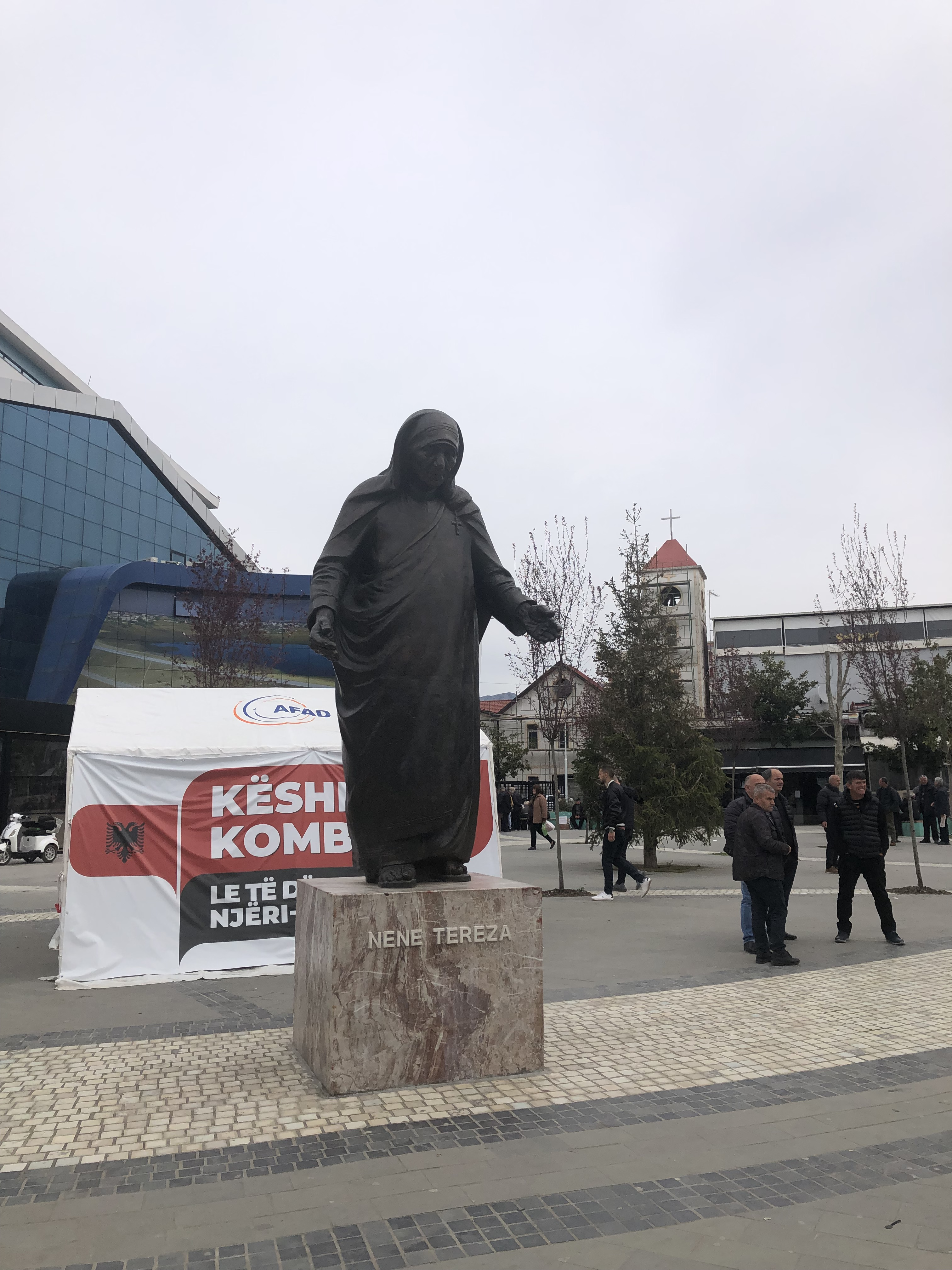
Statue de Mère Teresa à Kamëz (Albanie)

L'astéroïde (4390) Madreteresa a été nommé en son honneur.

#### Œuvres consacrées à Mère Teresa
Une première biographie de Mère Teresa est publiée en 1977 par Edouard Le Joly, sous le titre de We do it For Jesus. Mother Teresa and her Missionaries of Charity
D'autres suivent, dont celle qui est signée par Navin Chawla (en 2004), un  haut fonctionnaire hindou au Ministère indien de la communication qui pendant vingt ans a participé activement à l'action et aux combats de Mère Teresa[réf. nécessaire]. En parallèle, de nombreux ouvrages biographiques, hagiographiques, critiques, de fiction historique[réf. nécessaire], ou même de bandes dessinées sont publiés pour retracer la vie de la religieuse.
Le documentaire Something Beautiful for God de Malcolm Muggeridge, diffusé en 1969 sur la BBC, révèle Mère Teresa au monde.
En 1998, le disque Mother, we'll miss you sort en son honneur. Les chansons sont interprétées par des chanteurs américains populaires, comme José Feliciano.

## Critiques

### Conservatismes religieux
Témoin intransigeant de la foi religieuse dans un siècle largement sécularisé, Mère Teresa est publiquement critiquée en Occident dans la dernière décennie de sa vie, dénoncée par l'écrivain athée Christopher Hitchens comme « une fanatique, une fondamentaliste et une imposture » notamment pour « son opposition implacable à l'avortement, à la contraception et au divorce, mais aussi pour l'indigence sanitaire de ses asiles, ses conceptions théologiques rétrogrades assimilant la souffrance à une occasion de rédemption, son opposition à l'éducation et à la formation de ses religieuses et son autoritarisme à l'égard de son ordre, enfin sa fréquentation peu regardante de dictateurs sans scrupules et de financiers douteux ».
Certaines personnes [Qui ?] critiquent le prosélytisme religieux de Mère Teresa qui baptise des enfants et des mourants. Selon ses défenseurs, elle cherche à respecter la croyance des malades : elle baptise les enfants uniquement quand elle n'a, après recherche, aucune idée de la religion des parents. De même pour les mourants, elle ne les baptise que de façon exceptionnelle, quand ils n'ont aucun signe permettant de reconnaître leur religion, et quand ils ont perdu la mémoire ou la raison. Cela permet ainsi aux malades d'avoir des funérailles, et d'être enterrés dans un cimetière. Les autres cadavres sont remis par les sœurs aux prêtres hindous ou aux imams musulmans.
Son opposition à l'avortement, conforme aux principes mêmes de l'Église catholique, est elle aussi critiquée, certains l'accusent de tenir des propos antiféministes. Ainsi, elle déclare lors de la remise de son Prix Nobel de la paix en 1979 : « la plus grande force de destruction de la paix aujourd’hui, un meurtre direct par la mère elle-même ». Certains voient dans son opposition à l'avortement une action politique en contradiction avec sa volonté de ne pas en faire, et avec sa volonté de n'avoir que des relations de personne à personne. Parfois qualifiée de « traditionaliste entêtée », elle appelle en 1995 les Irlandais à voter non au référendum sur le droit au divorce.

### Qualité des soins au sein de ses mouroirs
Des médecins critiquent le manque de médicalisation des mouroirs, dans lesquels les malades ne reçoivent le plus souvent ni soins, ni même analgésiques,,. Alors qu'il enquête sur les conditions de soin et d'hygiène des centres des missionnaires de la Charité, Aroup Chatterjee, auteur de Mother Teresa : The Untold Story, découvre que les seringues y sont plusieurs fois utilisées, que des médicaments périmés y sont utilisés, que des enfants y sont attachés à leur lit et que l'aspirine y est rarement utilisée. De plus, Mère Teresa a souffert constamment de maladie, et ses séjours dans des hôpitaux privés, alors que ses asiles continuaient d'ignorer les analgésiques, sont considérés par ses détracteurs « comme une preuve de contradiction, sinon d'hypocrisie ». De même, certains critiquent le manque d'aide à la réinsertion des personnes guéries. Mère Teresa reconnaît le bien-fondé de ces critiques mais elle refuse toute logique d'efficacité, affirme que cela n'est pas sa vocation : « Nous ne sommes ni des médecins, ni des assistantes sociales. Il y a beaucoup d’organismes qui s’occupent des malades. Nous ne sommes pas l’un d’entre eux. Nous devons nous donner nous-même et, à travers notre vie, donner l’amour de Dieu ». Le journaliste canadien Carl Langelier, qui a travaillé avec Mère Teresa, s'élève contre ces critiques, en rappelant d'une part qu'elle a construit des mouroirs, non des hôpitaux, et d'autre part que les détracteurs de la religieuse lui auraient reproché son action quoi qu'elle ait fait.
Ainsi, « la logique de la sainte était de faire de la souffrance un don de Dieu, que le malade devait accepter comme le Christ a accepté la sienne. D'où la quasi-absence d'analgésiques dans sa « Maison des agonisants » qui a frappé de nombreux médecins en visite à Calcutta. » Mère Teresa souriante raconte lors d'une interview pour la télé son expérience face à une personne en phase terminale d'un cancer dans un hôpital occidental : « Tu souffres comme le Christ sur la croix. Alors, Jésus doit être en train de t'embrasser », lui dit-elle. L'homme souffrant lui réplique : « S'il vous plaît, alors, dites-lui d'arrêter », ajoute-elle au journaliste[pas clair], sans sembler comprendre l'ironie du malade. Elle n'hésite pas à déclarer « il y a quelque chose de très beau à voir les pauvres accepter leur sort, le subir comme la passion du Christ. Le monde gagne beaucoup à leur souffrance ».

### Ambiguïtés vis-à-vis de dictatures
Son refus de faire de la politique est dénoncé quand elle accepte de fonder des établissements dans des dictatures ou de recevoir des dons venant de ces dictatures (comme le dictateur haïtien, Jean-Claude Duvalier qui lui décerne la croix de l'ordre civil de la Légion d'honneur en 1981, les Philippines sous Ferdinand Marcos, ou le régime de Fidel Castro à Cuba), certains considérant sa présence comme un soutien aux dictatures, ou d'accepter des dons qu'elle reçoit de l'escroc américain Charles Keating, catholique intégriste pour lequel elle intervient et demande la clémence du juge lors de son procès pour fraude financière en 1992. En 1990, elle se rend dans son pays natal et dépose une gerbe sur la tombe d'Enver Hoxha, fondateur du régime totalitaire communiste albanais. Ignorant les répressions et l'oppression des peuples, Mère Teresa répond à ces accusations en disant : ce « qui compte pour moi, c’est que je puisse m’occuper des pauvres ».

### Gestion des dons
Dans un ouvrage à charge publié en 1995, La Position du missionnaire, l'écrivain Christopher Hitchens dénonce l'utilisation des médias par la religieuse pour se forger une image de sainteté. Cette remise en cause est reprise par Serge Larivée et al. (2013) dans une publication de la revue Studies in Religion/Sciences religieuses,. Ses défenseurs rétorquent que Mère Teresa a toujours refusé de thésauriser les dons et qu'elle a refusé toute institutionnalisation trop grande de son œuvre, souhaitant que celle-ci continue à dépendre au jour le jour de la Providence.

### Réception de ces critiques
À sa mort, son œuvre est soulignée par un hommage national en Inde.
À la suite de sa canonisation le 4 septembre 2016, des critiques ressurgissent. Ses positions, notamment sur la sexualité, sont considérées comme réactionnaires et le manque de prise en charge de la souffrance dans les mouroirs est critiqué par des volontaires des hospices des missionnaires de la charité,. Par ailleurs, dans un ouvrage consacré à la relation des femmes blanches avec les autres peuples, l'historien marxiste Vijay Prashad (en) dénonce une certaine vision colonialiste de la charité telle que prônée par Mère Teresa.

## Publications
- La Joie du don, Seuil, 1997, 71 p. (ISBN 978-2-0203-2611-7)
- Dans le silence du coeur : Méditations, Editions du Cerf, 2003, 91 p. (ISBN 978-2-2040-7182-6)
- Viens, sois ma lumière, Le Livre de Poche, 2009, 544 p. (ISBN 978-2-2531-2677-5)
- Mère Teresa de Calcutta, Brian Kolodiejchuk et Cécile Deniard, Quand l'amour est là, Dieu est là, Artège Editions, 2015, 540 p. (ISBN 978-2-3604-0443-8)